# Eucalyptus ceratocorys
Eucalyptus ceratocorys là một loài thực vật có hoa trong Họ Đào kim nương. Loài này lần đầu tiên được L.A.S. Johnson và K.D. Hill mô tả chính thức vào năm 1988, dựa trên công trình trước đó của Blakely.